# Craspedia alpina
Craspedia alpina là một loài thực vật có hoa trong họ Cúc. Loài này được Backh. ex Hook.f. mô tả khoa học đầu tiên năm 1847.